# Sikosaari (ö i Mellersta Finland, Saarijärvi-Viitasaari, lat 62,89, long 24,77)
Sikosaari är en ö i Finland. Den ligger i sjön Pääjärvi och i kommunen Karstula i den ekonomiska regionen  Saarijärvi-Viitasaari och landskapet Mellersta Finland, i den centrala delen av landet, 300 km norr om huvudstaden Helsingfors. Öns area är 0,5 hektar och dess största längd är 110 meter i öst-västlig riktning.